# فورد فالکون (استرالیا)
فورد فالکون (انگلیسی: Ford Falcon) یک خودروی بزرگ بود که از سال ۱۹۶۰ توسط فورد استرالیا ساخته می‌شد. این خودرو ۷ نسل داشت و تولید آن در سال ۲۰۱۶ متوقف شد. طراحی این خودرو موتور جلو-محور عقب است.